# Dysoxylum microbotrys
Dysoxylum microbotrys är en tvåhjärtbladig växtart som beskrevs av George King. Dysoxylum microbotrys ingår i släktet Dysoxylum och familjen Meliaceae. Inga underarter finns listade i Catalogue of Life.